# کوپک (آریزونا)
کوپک (به انگلیسی: Kupk) یک منطقهٔ مسکونی در ایالات متحده آمریکا است که در آریزونا واقع شده‌است. کوپک ۵۶۲ متر بالاتر از سطح دریا واقع شده‌است.